# Hermann Sanftleben
Hermann Sanftleben (* 24. Januar 1891; † 13. Mai 1972) war ein deutscher Schiffbauingenieur und Unternehmer in Cuxhaven. Er war zunächst Inhaber der Schiffsanker- und Kettenschmiede Sanftleben und anschließend von 1920 bis 1930 zusammen mit Otto-Georg Beckmann Mitinhaber der Werft Sanftleben & Co.

## Biografie
Die Familie Sanftleben betrieb seit 1788 eine Schlosserei und Kettenschmiede in Cuxhaven, die 1818 zum Hafen verlegt und dort als Schiffsanker- und Kettenschmiede Sanftleben neu gegründet wurde. In diesen familieneigenen Handwerksbetrieb wurde Hermann Sanftleben 1891 hineingeboren, den er in der vierten Generation fortführte. Über die engere Familie und die frühen Jahre fehlen Angaben in der Literatur.

### Inhaber derSchiffsanker- und Kettenschmiede Sanftleben
Die Schmiede war ein Handwerksbetrieb, der vor allem Schiffsanker – insbesondere Pilzanker für Feuerschiffe – und Draggen herstellte. Dazu kamen weitere Schmiedearbeiten wie Ketten, Blöcke, Beschläge, aber auch Fahrwassertonnen. Die Schmiedeprodukte werden auch an die in Cuxhaven ansässigen Werften geliefert worden sein. Als die Firma 1898 das 80-jährige Jubiläum feierte, war Wilhelm Sanftleben, der Vater von Hermann Sanftleben, noch Inhaber der Firma. Das Jahr der Übernahme durch seinen Sohn ist zu klären.
Als nach dem Ersten Weltkrieg in Cuxhaven der Alte Fischereihafen erweitert und auch die Ostseite umgestaltet werden sollte, musste der Handwerksbetrieb von Hermann Sanftleben weichen.

### Mitinhaber vonSanftleben & Co.
Hermann Sanftleben zog 1919 mit seiner Firma an das Südende des Ewerhafens um. An diesem Standort befindet sich seit 1991 das Wasserstraßen- und Schifffahrtsamtes Cuxhaven. Infolge des Umzuges nahm er auch eine Änderung der Besitzverhältnisse vor: Hermann Sanftleben nahm Otto-Georg Beckmann als Partner und Mitinhaber in die Firma auf.
Zusammen gründeten sie zum 1. Januar 1920 die Firma Sanftleben & Co. Sie erweiterten den bestehenden Betrieb um eine Werft und bauten diese erfolgreich zu einer Reparatur- und Umbauwerft aus. Die Zahl der Beschäftigten stieg von 80 Mitarbeitern im Jahr 1920 auf rund 200 Mitarbeiter noch in den 1920er Jahren.
1930 kaufte Otto-Georg Beckmann die Anteile von Hermann Sanftleben und übernahm die alleinige Inhaberschaft und Geschäftsführung der Firma. Die Gründe für den Verkauf sind unklar.

### Leitender Ingenieur derBeckmannwerft
Hermann Sanftleben blieb als leitender Ingenieur in der Werft, die bis 1942 weiterhin Sanftleben & Co., nunmehr mit dem Zusatz Inhaber O. Beckmann, hieß. Die weiteren Jahre in der Firma verliefen für den früheren Firmenchef ohne große Überlieferungen, also wenig spektakulär. Erst 1970, kurz vor seinem 80. Geburtstag, schied er aus Altersgründen aus. Hermann Sanftleben starb am 13. Mai 1972.